# Connochaetes
Connochaetes è un genere di mammiferi ungulati della famiglia dei Bovidae, che include due specie comunemente note come gnu, entrambe diffuse in Africa: lo gnu dalla coda bianca (Connochaetes gnou) e lo gnu striato (C. taurinus).

## Etimologia
La parola "gnu" deriva dalla lingua khoikhoi, dove è pronunciata con la g gutturale, che probabilmente imita a sua volta il verso tipico di questi animali. Gnu è olandese per "bestia selvaggia" o "bestiame selvatico" in afrikaans (bees, "bestiame"), mentre Connochaetes deriva dalle parole del greco antico κόννος, kónnos, "barba", e χαίτη, khaítē, "capelli fluenti", "criniera". Alcune fonti affermano che il nome "gnu" derivi dal nome khoekhoe di questi animali, t'gnu. Altri sostengono che il nome e la sua pronuncia in inglese risalgano alla parola !nu: usata per lo gnu nero dal popolo san.

## Descrizione
Gli gnu arrivano a dimensioni di 1,20 - 1,40 m al garrese e pesano tra 150 ed i 250 kg. Considerato un animale debole e non abile nel difendersi dagli eventuali attacchi, di conseguenza una preda facile per i predatori.

## Biologia

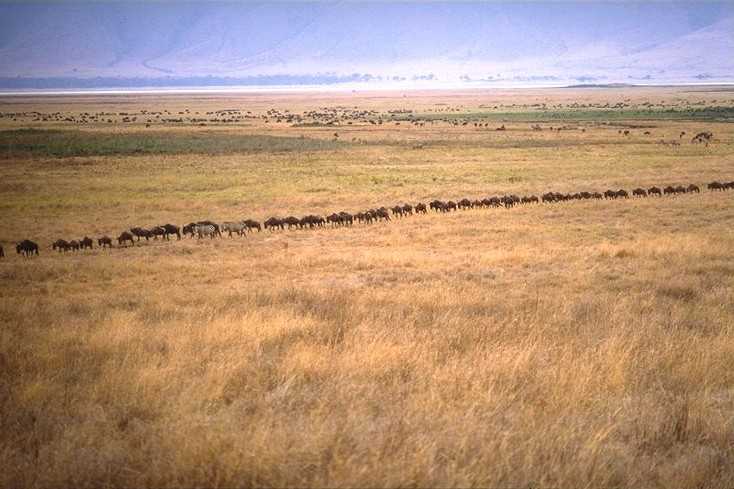
Migrazione di gnu

Il cibo principale degli gnu è rappresentato dalle erbe della savana. La loro natura stagionale obbliga gli gnu a compiere migrazioni annuali: la migrazione principale avviene nel mese di maggio, quando circa 1,5 milioni di animali si spostano dalle pianure alle foreste, per poi tornare alle pianure nel mese di novembre quando le piogge estive le avranno rese di nuovo verdi.
Le femmine fanno nascere i piccoli nei mesi estivi; i piccoli sono in grado di camminare entro pochi minuti dalla nascita, ed in pochi giorni sono in grado di seguire il branco. Dopo la nascita dei piccoli, inizia la stagione degli amori. I maschi dominanti difendono i loro territori, marcati con feci e ferormoni prodotti da ghiandole odorose poste negli zoccoli. I maschi subordinati formano branchi di maschi scapoli.
Possono vivere oltre i 20 anni.

## Ecologia
Gli gnu sono una parte importante dell'ecosistema delle savane. Il loro letame fertilizza la terra e la crescita delle erbe viene incoraggiata dal calpestio e dalla continua potatura a scopo alimentare. Gli gnu sono inoltre un'importante fonte di cibo per predatori quali i leoni e le iene.

## Classificazione

### Tassonomia ed evoluzione
Lo gnu, genere Connochaetes, è posto sotto la famiglia Bovidae e la sottofamiglia Alcelaphinae, dove i suoi parenti più stretti sono l'alcelafo (Alcelaphus spp.), l'hirola (Beatragus hunteri), e specie del genere Damaliscus, come il topi, il tsessebe, il blesbok e il bontebok. Il nome Connochaetes fu dato dallo zoologo tedesco Hinrich Lichtenstein nel 1812.
I coloni olandesi scoprirono per la prima volta gli gnu intorno al 1700, mentre si dirigevano verso l'interno del Sudafrica. A causa della loro somiglianza con il bestiame selvatico, queste persone li chiamavano "bue selvatico" o "gnu" (Wildebeest). Lo gnu blu fu conosciuto per la prima volta dagli occidentali nella parte settentrionale del Sudafrica un secolo dopo, nel 1800.
All'inizio del XX secolo, una specie di gnu, C. albojubatus, è stata identificata nell'Africa orientale. Nel 1914 furono introdotte due razze separate di gnu, vale a dire Gorgon a. albojubatus ("Gnu athi dalla barba bianca") e G. a. mearnsi ("Gnu loita dalla barba bianca"). Tuttavia, nel 1939, i due tipi furono nuovamente fusi in un'unica razza, Connochaetes taurinus albojubatus. A metà del XX secolo furono riconosciute due forme separate, Gorgon taurinus hecki e G. t. albojubatus. Infine, sono stati identificati due tipi distinti di gnu: lo gnu blu e lo gnu nero. Lo gnu blu è stato inizialmente collocato sotto un genere separato, Gorgon, mentre lo gnu nero apparteneva al genere Connochaetes. Oggi sono uniti nell'unico genere Connochaetes, con il nome di gnu nero (C. gnou) e gnu blu (C. taurinus). Secondo un'analisi del DNA mitocondriale, si stima che lo gnu nero si sia discostato dal lignaggio principale durante il Pleistocene medio e sia diventato una specie distinta circa un milione di anni fa. I fossili di gnu blu risalenti a circa 2,5 milioni di anni fa sono comuni e diffusi. Sono stati trovati nelle grotte fossili della Culla dell'Umanità a nord di Johannesburg. Altrove in Sud Africa, sono abbondanti in siti come Elandsfontein, Cornelia e Florisbad. I primi fossili dello gnu nero sono stati trovati nella roccia sedimentaria a Cornelia nel Free State e risalgono a circa 800.000 anni fa. Oggi sono riconosciute cinque sottospecie dello gnu blu, mentre lo gnu nero non ha sottospecie nominate.

### Genetica e ibridi
Il numero diploide di cromosomi nello gnu è 58. I cromosomi sono stati studiati in un maschio e in una femmina di gnu. Nella femmina, tutti tranne un paio di cromosomi sub-metacentrici molto grandi sono risultati essere acrocentrici. Le metafasi sono state studiate nei cromosomi del maschio e anche lì sono stati trovati cromosomi sub-metacentrici molto grandi, simili a quelli della femmina sia per dimensioni che per morfologia. Altri cromosomi erano acrocentrici. Il cromosoma X è un grande acrocentrico e il cromosoma Y è minuscolo. È noto che le due specie di gnu si ibridano. È stato segnalato che lo gnu nero maschio si accoppia con lo gnu blu femmina e viceversa. Le differenze nel comportamento sociale e negli habitat hanno storicamente impedito l'ibridazione interspecifica tra le specie, ma l'ibridazione può verificarsi quando entrambe sono confinate all'interno della stessa area. La prole risultante è generalmente fertile. Uno studio su questi animali ibridi presso la riserva naturale della diga di Spioenkop in Sud Africa ha rivelato che molti presentavano anomalie svantaggiose relative ai denti, alle corna e alle ossa wormiane. Un altro studio ha riportato un aumento delle dimensioni dell'ibrido rispetto a uno dei suoi genitori. In alcuni animali, la parte timpanica dell'osso temporale è altamente deformata e in altri il radio e l'ulna sono fusi.

### Caratteristiche della specie
| Gnu blu | Gnu nero |

Entrambe le specie di gnu sono ungulati con dita pari, cornute, bruno-grigiastre che ricordano il bestiame. I maschi sono più grandi delle femmine ed entrambi hanno quarti anteriori pesanti rispetto ai quarti posteriori. Hanno musi larghi, nasi romani e criniere e code ispide. Le differenze morfologiche più sorprendenti tra lo gnu nero e blu sono l'orientamento e la curvatura delle loro corna e il colore della loro pelliccia. Lo gnu blu è la più grande delle due specie. Nei maschi, lo gnu blu è alto 150 cm (59 pollici) e pesa circa 250 kg (550 libbre), mentre lo gnu nero è alto 111-120 cm (44-47 pollici) e pesa circa 180 kg (400 libbre). Nelle femmine, lo gnu blu ha un'altezza alla spalla di 135 cm (53 pollici) e pesa 180 kg (400 libbre) mentre le femmine di gnu nero sono alte 108 cm (43 pollici) alla spalla e pesano 155 kg (342 libbre). Le corna dello gnu blu sporgono lateralmente, quindi si curvano verso il basso prima di curvarsi verso l'alto in direzione del cranio, mentre le corna dello gnu nero si curvano in avanti e poi verso il basso prima di curvarsi verso l'alto alle punte. Gli gnu blu tendono ad essere di colore grigio scuro con strisce, ma possono avere una lucentezza bluastra. Lo gnu nero ha il pelo color castano, con una criniera che va dal crema al nero, e una coda anch'essa color crema. Lo gnu blu vive in un'ampia varietà di habitat, compresi boschi e praterie, mentre lo gnu nero tende a risiedere esclusivamente in aree prative aperte. In alcune zone, lo gnu blu migra su lunghe distanze in inverno, mentre lo gnu nero no. Il latte della femmina di gnu nero contiene un contenuto proteico più elevato, meno grassi e meno lattosio rispetto al latte dello gnu blu. Gli gnu possono vivere più di 40 anni, sebbene la loro vita media sia di circa 20 anni.

## Distribuzione e habitat
Gli gnu abitano le pianure e i boschi aperti di parti dell'Africa a sud del Sahara. Lo gnu nero è originario delle parti più meridionali del continente. Il suo areale storico comprendeva il Sudafrica, l'Eswatini e il Lesotho, ma negli ultimi due paesi fu cacciato fino all'estinzione nel XIX secolo. Ora è stato reintrodotto in quelle zone e introdotto anche in Namibia, dove si è ben radicato. Abita pianure aperte, praterie e arbusti del Karoo sia nelle ripide regioni montuose che nelle colline ondulate inferiori ad altitudini variabili tra 1.350 e 2.150 m (4.430 e 7.050 piedi). In passato abitava le praterie temperate dell'Alto Veld durante la secca stagione invernale e l'arida regione del Karoo durante le piogge. Tuttavia, a causa della caccia diffusa, lo gnu nero non occupa più il suo areale storico né effettua migrazioni ed è ora in gran parte limitato agli allevamenti di selvaggina e alle riserve protette.
Lo gnu blu è originario dell'Africa orientale e meridionale. La sua gamma comprende Kenya, Tanzania, Botswana, Zambia, Zimbabwe, Mozambico, Sud Africa, Eswatini e Angola. Non si trova più in Malawi ma è stato reintrodotto con successo in Namibia. Gli gnu blu si trovano principalmente nelle pianure di erba corta al confine con le savane di acacia ricoperte di cespugli, prosperando in aree che non sono né troppo umide né troppo secche. Possono essere trovati in habitat che variano da aree sovra-sfruttate con fitta boscaglia a pianure alluvionali boschive. Nell'Africa orientale, lo gnu blu è la specie di selvaggina più abbondante, sia in termini di popolazione che di biomassa. È una caratteristica notevole del Parco Nazionale del Serengeti in Tanzania, della Riserva Nazionale Maasai Mara in Kenya e del Parco Nazionale Liuwa Plain in Zambia.

### Migrazione
Non tutti gli gnu sono migratori. Le mandrie di gnu neri sono spesso nomadi o possono avere un raggio d'azione regolare di 1 km2 (0,39 miglia quadrate). I maschi possono occupare territori, di solito a una distanza compresa tra 100 e 400 m (da 300 a 1.300 piedi), ma questa distanza varia a seconda della qualità dell'habitat. In condizioni favorevoli, possono essere vicini fino a 9 m (30 piedi), oppure possono essere distanti fino a 1.600 m (5.200 piedi) in habitat poveri. Le mandrie femminili hanno aree domestiche di circa 250 acri (100 ha; 0,39 miglia quadrate). Mandrie di maschi scapoli non territoriali vagano a volontà e non sembrano avere alcuna restrizione su dove vagano.
Gli gnu blu hanno popolazioni sia migratorie che sedentarie. Nel Ngorongoro, la maggior parte degli animali è sedentaria e i maschi mantengono una rete di territori durante tutto l'anno, sebbene l'allevamento sia di natura stagionale. Le femmine e gli esemplari giovani formano gruppi di circa 10 individui o si uniscono in aggregazioni più grandi, mentre i maschi non territoriali formano gruppi di scapoli. Negli ecosistemi del Serengeti e del Tarangire, le popolazioni sono per lo più migratrici, con mandrie composte da entrambi i sessi che si spostano frequentemente, ma esistono anche sottopopolazioni residenti. Durante la stagione degli amori, i maschi possono formare territori temporanei per poche ore o per un giorno intero, e tentare di riunire alcune femmine con cui accoppiarsi, ma presto devono andare avanti, spesso spostandosi avanti per creare un altro temporaneo territorio.
Nella riserva di caccia di Maasai Mara, una popolazione non migratoria di gnu blu era diminuita da circa 119.000 unità nel 1977 a circa 22.000 nel 1997. Si ritiene che la ragione del declino sia la crescente competizione tra bestiame e gnu per una zona in diminuzione di pascoli a seguito di cambiamenti nelle pratiche agricole e possibilmente fluttuazioni delle precipitazioni.
Ogni anno, alcune popolazioni di gnu blu dell'Africa orientale hanno una migrazione a lunga distanza, apparentemente programmata per coincidere con il modello annuale delle precipitazioni e della crescita dell'erba. I tempi delle loro migrazioni sia nella stagione delle piogge che in quella secca possono variare notevolmente (per mesi) di anno in anno. Alla fine della stagione delle piogge (maggio o giugno in Africa orientale), gli gnu migrano verso le aree della stagione secca in risposta alla mancanza di acqua superficiale (potabile). Quando la stagione delle piogge ricomincia (mesi dopo), gli animali tornano rapidamente ai loro intervalli di stagione delle piogge. I fattori sospettati di influenzare la migrazione includono l'abbondanza di cibo, la disponibilità di acqua superficiale, i predatori e il contenuto di fosforo nelle erbe. Il fosforo è un elemento cruciale per tutte le forme di vita, in particolare per i bovidi femmine in allattamento. Di conseguenza, durante la stagione delle piogge, gli gnu selezionano aree di pascolo che contengono livelli di fosforo particolarmente elevati. Uno studio ha rilevato, oltre al fosforo, gamme selezionate di gnu contenenti erba con un contenuto di azoto relativamente elevato.
La fotografia aerea ha rivelato che si verifica un livello di organizzazione nel movimento della mandria che non può essere evidente a ogni singolo animale; ad esempio, la mandria migratrice mostra un fronte ondulato, e questo suggerisce che è in atto un certo grado di processo decisionale locale. Numerosi documentari mostrano gli gnu che attraversano i fiumi, molti dei quali vengono mangiati dai coccodrilli o annegati nel tentativo di attraversare il fiume stesso. Pur avendo l'aspetto di una frenesia, recenti ricerche hanno dimostrato che un branco di gnu possiede quella che è nota come "intelligenza dello sciame", per cui gli animali esplorano sistematicamente e superano l'ostacolo all'unisono.

### Predatori
I principali predatori che si nutrono di gnu includono il leone, la iena, il cane selvatico africano, il ghepardo, il leopardo e il coccodrillo, che sembrano favorire lo gnu rispetto ad altre prede. Gli gnu, tuttavia, sono molto forti e possono infliggere danni considerevoli anche a un leone. Gli gnu hanno una velocità massima di corsa di circa 80 km/h (50 mph). La principale tattica difensiva è la pastorizia, dove gli animali giovani sono protetti da quelli più adulti, mentre la mandria corre in gruppo. In genere, i predatori tentano di isolare un animale giovane o malato e attaccano senza doversi preoccupare della mandria. Gli gnu hanno sviluppato ulteriori sofisticati comportamenti cooperativi, come gli animali che dormono a turno mentre altri fanno la guardia contro un attacco notturno da parte di predatori invasori. Le migrazioni degli gnu sono seguite da vicino dagli avvoltoi, poiché le carcasse degli gnu sono un'importante fonte di cibo per questi animali. Gli avvoltoi consumano circa il 70% delle carcasse di gnu disponibili. Anche la diminuzione del numero di gnu in migrazione ha avuto un effetto negativo sugli avvoltoi. Nell'ecosistema del Serengeti, in Tanzania, gli gnu possono aiutare a facilitare la migrazione di altri pascolatori dal corpo più piccolo, come le gazzelle di Thomson (Eudorcas thomsonii), che mangiano le erbe di nuova crescita stimolate dal foraggiamento degli gnu.

### Interazioni con non predatori
Zebre e gnu si raggruppano in ambienti aperti della savana con alte possibilità di predazione. Questa strategia di raggruppamento riduce il rischio di predazione perché gruppi più grandi riducono la possibilità di ogni individuo di essere cacciato e i predatori sono più facilmente visibili nelle aree aperte. La presenza stagionale di migliaia di gnu migratori riduce la predazione locale dei leoni sui vitelli delle giraffe, con conseguente maggiore sopravvivenza delle giraffe.
Gli gnu possono anche ascoltare i richiami di allarme di altre specie e, così facendo, possono ridurre il rischio di predazione. Uno studio ha mostrato che, insieme ad altri ungulati, gli gnu hanno risposto più fortemente alle chiamate di allarme dei babbuini rispetto alle chiamate di gara dei babbuini, sebbene entrambi i tipi di chiamate avessero schemi, ampiezze e durate simili. Le chiamate di allarme erano una risposta dei babbuini ai leoni e le chiamate di gara venivano registrate quando si verificava una disputa tra due maschi. Gli gnu competono con il bestiame addomesticato per il pascolo e talvolta sono accusati dagli agricoltori di trasferire malattie e parassiti al loro bestiame.

### Allevamento e riproduzione
Gli gnu non formano legami di coppia permanenti e durante la stagione degli amori i maschi stabiliscono territori temporanei e cercano di attirare le femmine in essi. Questi piccoli territori sono di circa 3.000 metri quadrati (32.000 piedi quadrati; 0,74 acri), con un massimo di 300 territori per 1 chilometro quadrato (0,39 miglia quadrate; 250 acri). I maschi difendono questi territori dagli altri maschi mentre competono per le femmine che stanno entrando in estro. I maschi usano grugniti e comportamenti distintivi per attirare le femmine nei loro territori. Gli gnu di solito si riproducono alla fine della stagione delle piogge, quando gli animali sono ben nutriti e al massimo della loro forma fisica. Questo di solito si verifica tra maggio e luglio e il parto avviene solitamente tra gennaio e marzo, all'inizio della stagione delle piogge. Le femmine di gnu si riproducono stagionalmente e ovulano spontaneamente.
Il ciclo estrale è di circa 23 giorni e il periodo di gestazione dura da 250 a 260 giorni. I vitelli pesano circa 21 kg (46 libbre) alla nascita e si alzano in piedi in pochi minuti, essendo in grado di muoversi con la mandria subito dopo, un fatto su cui si basa la loro sopravvivenza. Il principale predatore dei vitelli è la iena maculata. Il periodo di picco del parto dura 2-3 settimane e in piccole sottopopolazioni e gruppi isolati, la mortalità dei vitelli può raggiungere il 50%. Tuttavia, in aggregazioni più grandi o in piccoli gruppi che vivono vicino a grandi mandrie, i tassi di mortalità possono essere inferiori al 20%.
Gruppi di femmine e giovani di gnu vivono nelle piccole aree stabilite dal maschio. Quando si uniscono gruppi di gnu, il rapporto femmine/maschi è più alto perché le femmine scelgono di spostarsi nelle aree detenute da un numero minore di maschi. Questo rapporto tra i sessi dominato dalle donne può essere dovuto alla caccia illegale e al disturbo umano, con una maggiore mortalità maschile attribuita alla caccia.

### Minacce e conservazione
Lo gnu nero è stato classificato come specie meno preoccupante dall'Unione internazionale per la conservazione della natura nella Lista rossa IUCN. Le popolazioni di questa specie sono in aumento. Nel 2017 si riteneva che ne erano rimasti più di 18.000 individui, 7.000 dei quali si trovavano in Namibia, al di fuori del loro areale naturale, e dove veniva allevato. Circa l'80% degli gnu vive in aree private, mentre il restante 20% è confinato in aree protette. La sua introduzione in Namibia è stata un successo e il numero è aumentato notevolmente da 150 nel 1982 a 7.000 nel 1992.
Anche lo gnu blu è stato classificato come meno preoccupante. La tendenza della popolazione è stabile e il loro numero è stimato intorno a 1.500.000, principalmente a causa dell'aumento delle popolazioni nel Parco Nazionale del Serengeti (Tanzania) a 1.300.000 a partire dal 1998. Tuttavia, i numeri di una delle sottospecie, lo gnu orientale dalla barba bianca (C. t. albojubatus) ha visto un forte declino. La densità di popolazione varia da 0,15/km2. Nei parchi nazionali di Hwange ed Etosha a 35/km2 nell'area di conservazione di Ngorongoro e nel parco nazionale del Serengeti.
La migrazione via terra come processo biologico richiede paesaggi ampi e interconnessi, che sono sempre più difficili da mantenere, in particolare a lungo termine, quando le richieste umane sul paesaggio competono. La minaccia più grave proviene dalle barriere migratorie, come recinzioni e strade. In uno degli esempi più eclatanti delle conseguenze della costruzione di recinzioni sulle migrazioni terrestri, le autorità del Botswana hanno posizionato migliaia di chilometri di recinzioni attraverso il Kalahari che hanno impedito agli gnu di raggiungere pozze d'acqua e pascoli, provocando la morte di decine di migliaia di individui, riducendo la popolazione di gnu a meno del 10% rispetto alle dimensioni precedenti. La caccia illegale è una delle principali preoccupazioni di conservazione in molte aree, insieme alle minacce naturali poste dai principali predatori (tra cui leoni, leopardi, cani da caccia africani, ghepardi e iene). Laddove lo gnu nero e quello blu condividono un areale comune, i due possono ibridarsi e questo è considerato una potenziale minaccia per lo gnu nero.

### Usi e interazione con gli esseri umani
Gli gnu forniscono diversi prodotti animali utili. La pelle rende il cuoio di buona qualità e la carne è ruvida, secca e piuttosto dura. Gli gnu vengono uccisi per il cibo, soprattutto per fare il biltong nell'Africa meridionale. Questa carne di selvaggina essiccata è una prelibatezza e un alimento importante in Africa. La carne delle femmine è più tenera di quella dei maschi, ed è la più tenera durante la stagione autunnale. Gli gnu sono un bersaglio regolare per i cacciatori di carne illegali perché il loro numero li rende facili da trovare. I cuochi che preparano la carcassa dello gnu di solito la tagliano in 11 pezzi. Il prezzo stimato per la carne di gnu era di circa 0,47 dollari USA per 1 chilogrammo (2,2 libbre) intorno al 2008. La coda setosa e fluente dello gnu nero viene utilizzata per preparare fruste scaccia-mosche (dette in inglese fly-whisk o fly-swish o chowries nelle Indie Orientali).
Gli gnu avvantaggiano l'ecosistema aumentando la fertilità del suolo con i loro escrementi. Sono economicamente importanti per gli esseri umani, in quanto sono una grande attrazione turistica. Forniscono anche prodotti importanti, come la pelliccia. Gli gnu, tuttavia, possono anche avere un impatto negativo sugli esseri umani. Gli individui selvatici possono essere concorrenti del bestiame commerciale e possono trasmettere malattie e causare epidemie tra gli animali, in particolare i bovini domestici. Possono anche diffondere zecche, vermi polmonari, tenie, mosche e Paramphistomum (un genere di platelminti parassiti appartenenti ai trematodi digenei. Sono responsabili della grave malattia chiamata Amphistomiasis.).

### Rappresentazioni culturali
Lo gnu è raffigurato sullo stemma della provincia di Natal e successivamente del KwaZulu-Natal in Sud Africa. Nel corso degli anni le autorità sudafricane hanno emesso diversi francobolli raffiguranti l'animale e la South African Mint ha coniato una moneta da due centesimi con uno gnu nero rampante. Film e programmi televisivi presentano anche gnu, tra cui Khumba (Mama V), The Wild (Kazar e i suoi scagnozzi), All Hail King Julien (Vigman Wildebeest), Phineas e Ferb (Newton the Gnu), The Great Space Coaster (il giornalista Gary Gnu) e Il re leone (la fuga precipitosa degli gnu che ha provocato la morte di Mufasa).
Michael Flanders ha scritto una canzone umoristica chiamata "The Gnu", che è stata molto popolare quando l'ha eseguita, con Donald Swann, in una rivista chiamata At the Drop of a Hat, che ha debuttato a Londra il 31 dicembre 1956.
Negli anni '70, il marchio britannico di tè Typhoo pubblicò una serie di pubblicità televisive con un personaggio gnu antropomorfo animato.
Lo gnu è la mascotte del Progetto GNU e del sistema operativo GNU.
Nella serie di libri illustrati Llama Llama di Anna Dewdney, uno gnu antropomorfizzato di nome Nelly Gnu è il personaggio principale, la migliore amica di Llama Llama, ed è anche presente in un suo titolo, Nelly Gnu and Daddy Too.
Nella serie Discworld di Terry Pratchett, gli analoghi di Discworld degli gnu, che abitavano Howonderland, erano chiamati "bewilderbeest".

## Galleria d'immagini

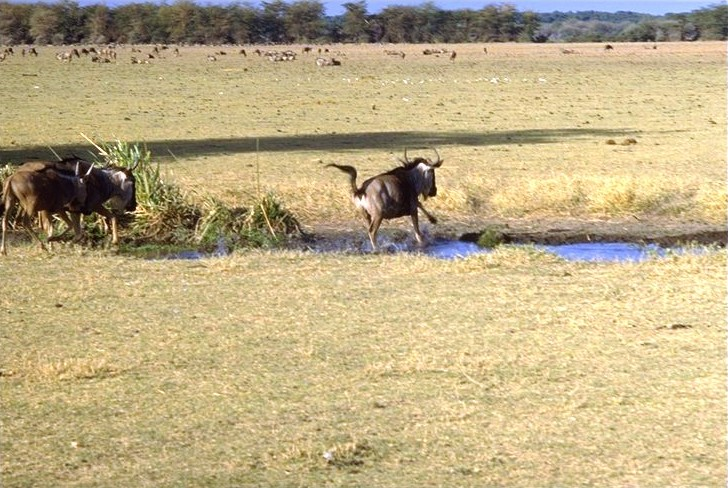
Lake Manyara National Park - Tanzania
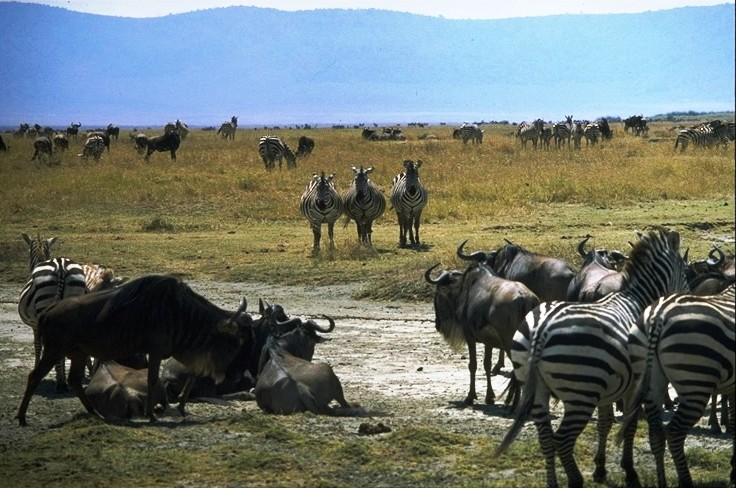
Ngorongoro National Park - Tanzania
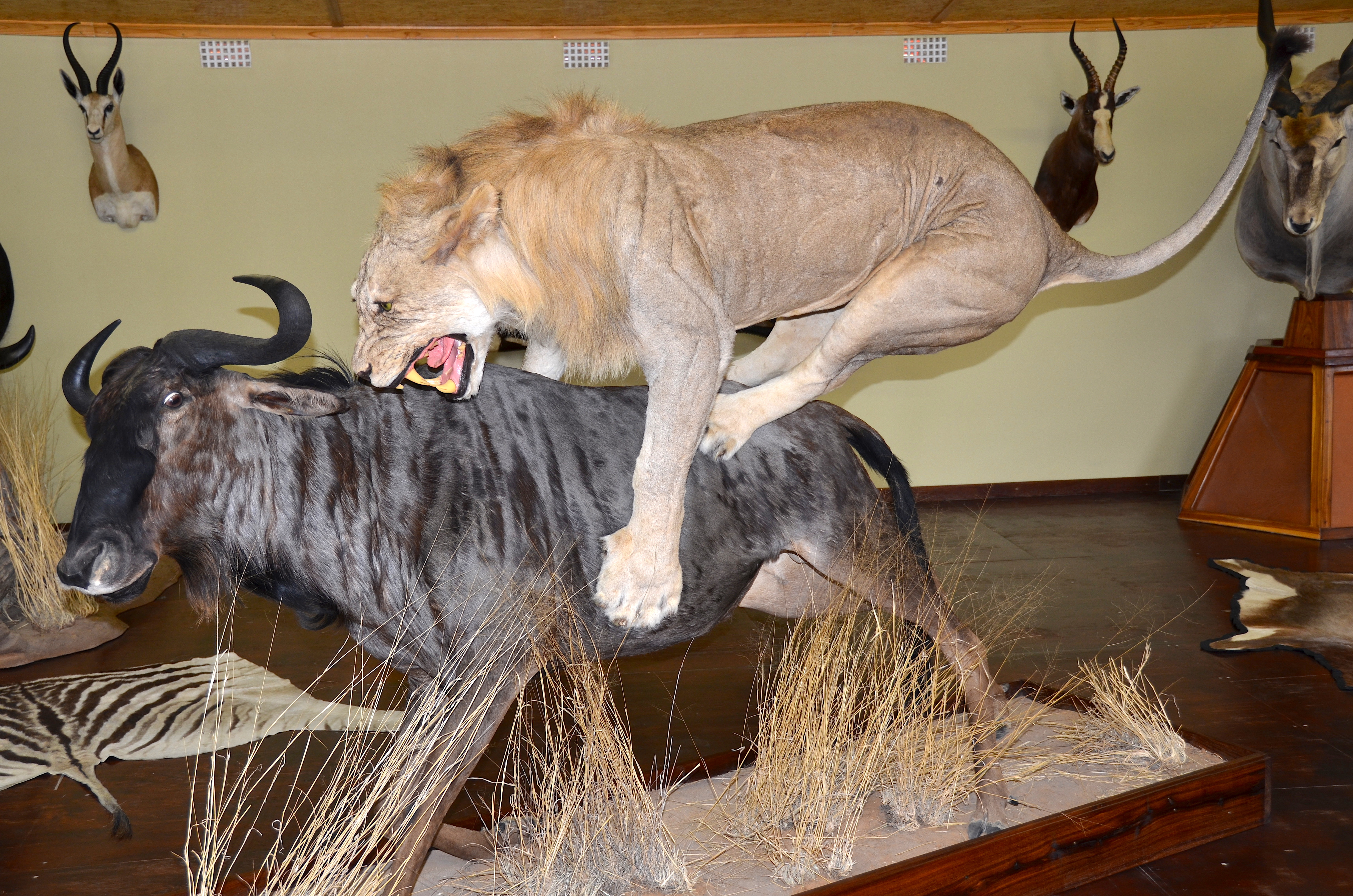
Leone e gnu blu impagliati, Namibia
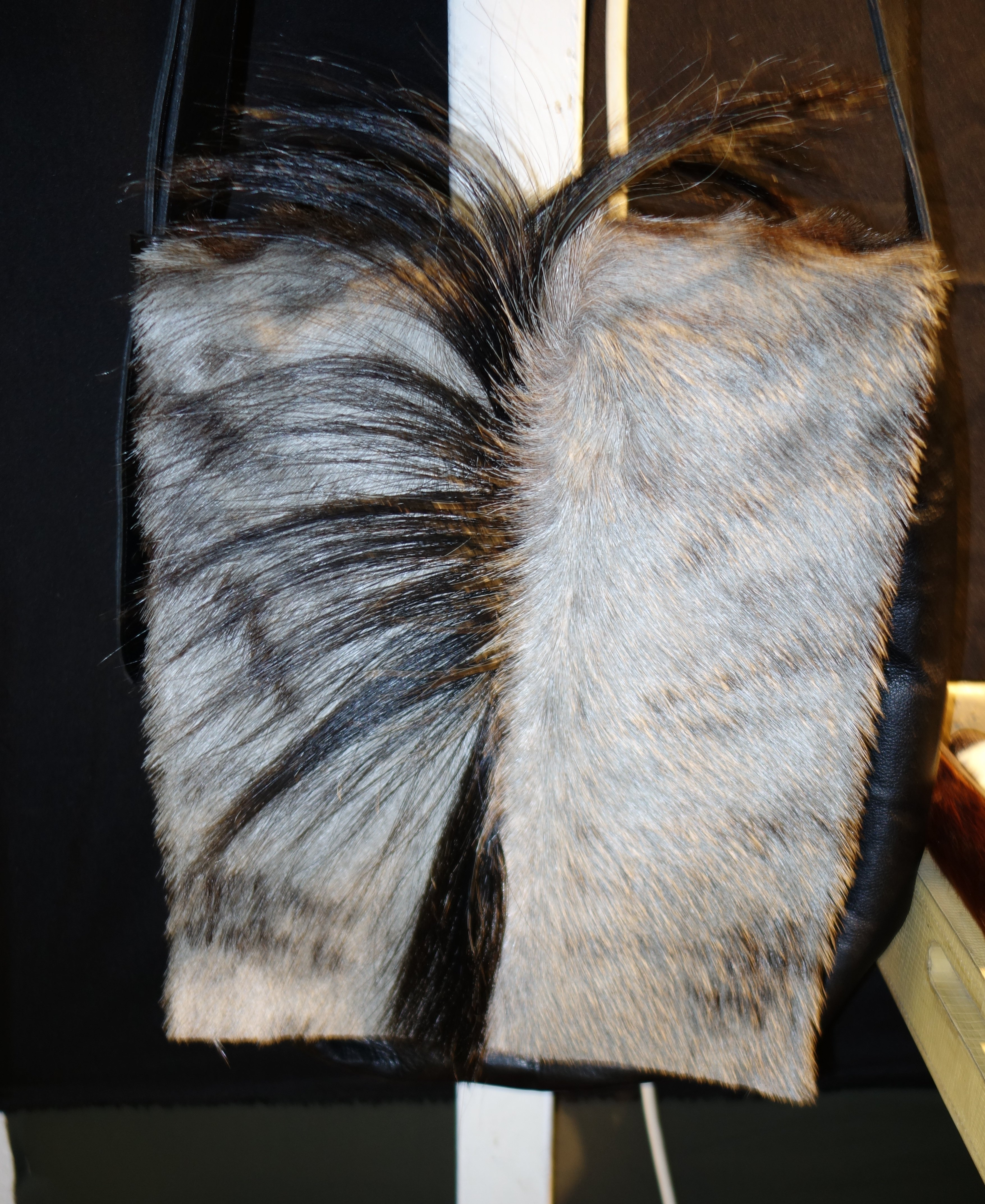
Borsa realizzata con pelle di gnu
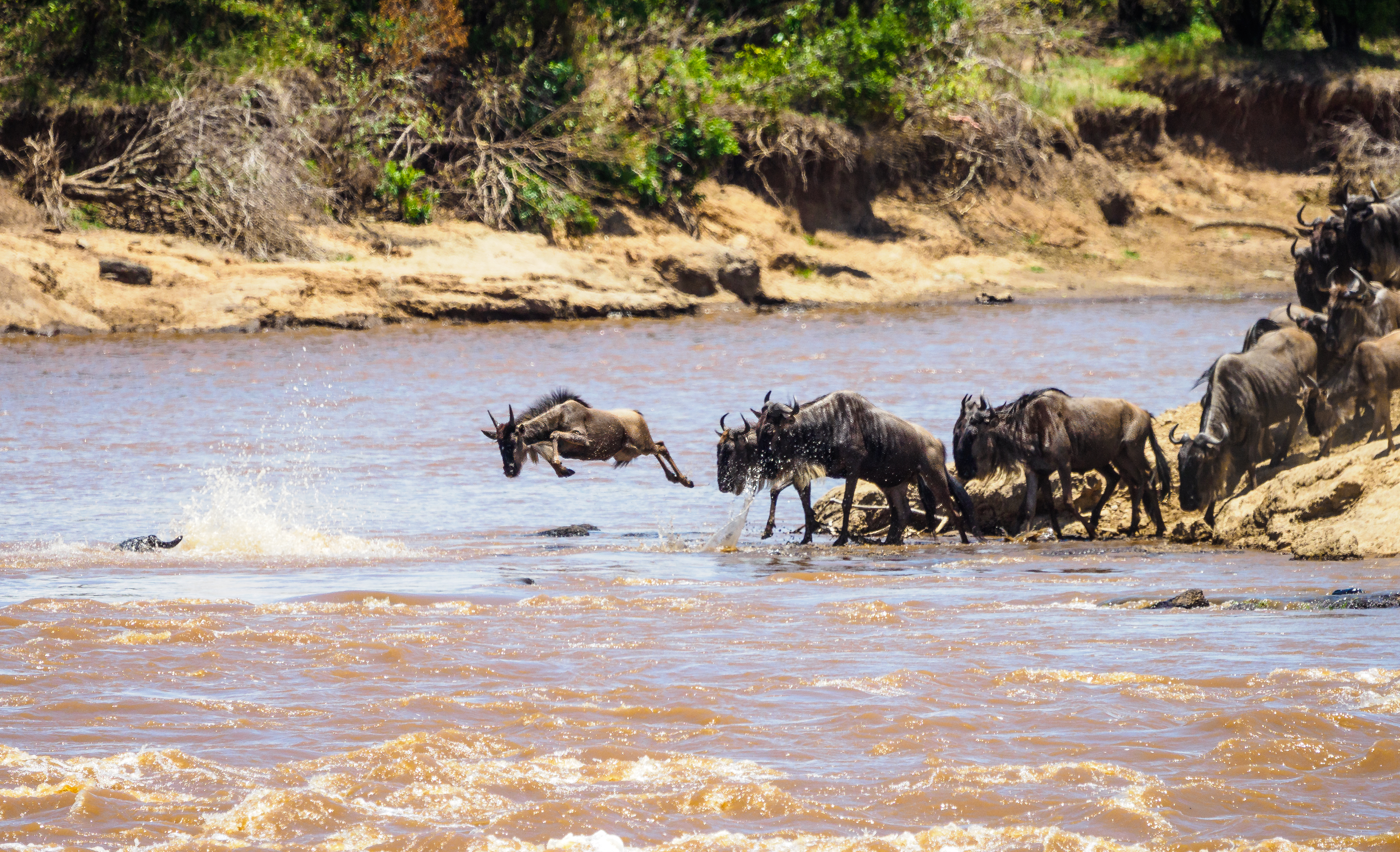
Gnu che salta nel fiume Mara durante la loro Grande Migrazione
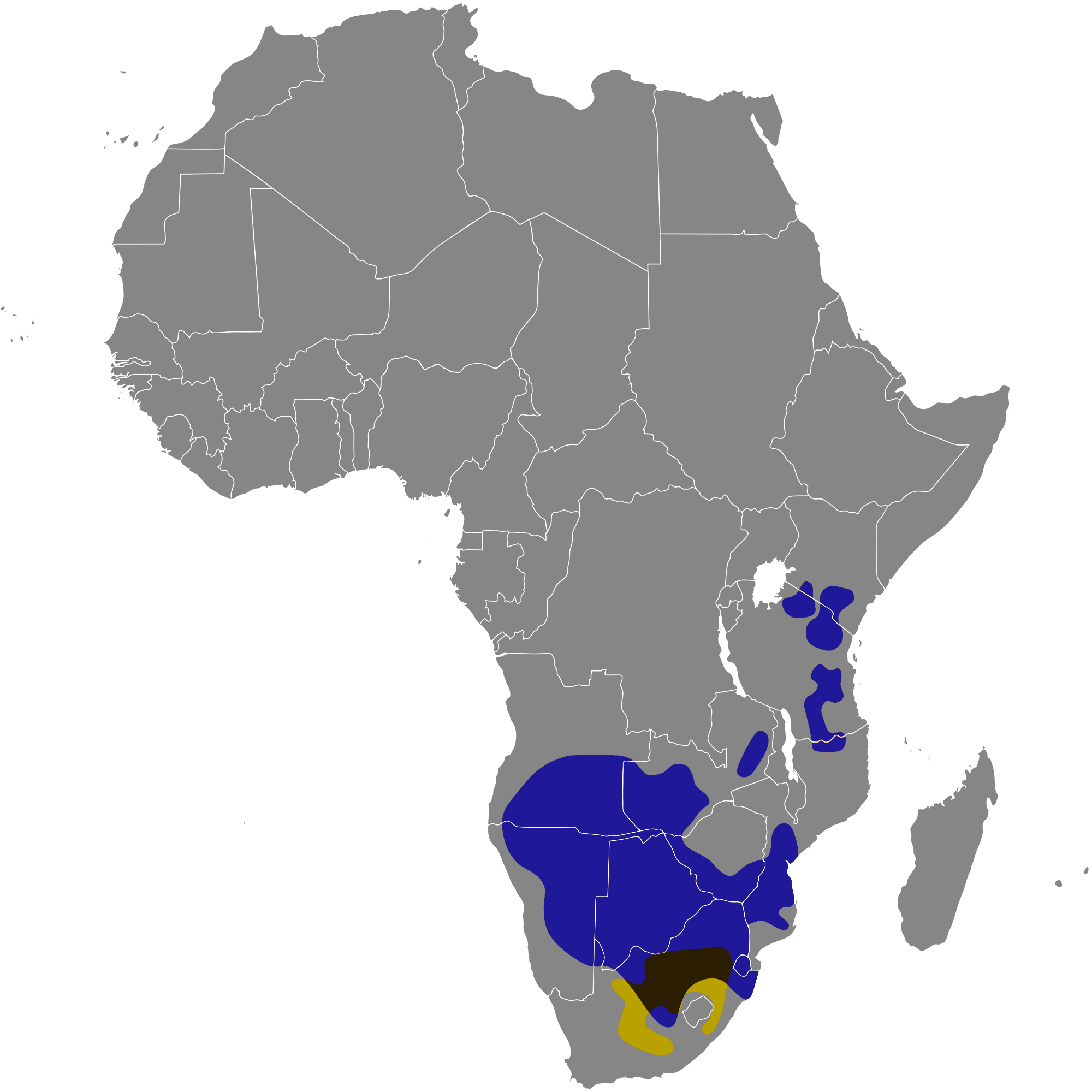
Distribuzione approssimativa di gnu. Gnu nero mostrato in giallo. Gnu blu mostrato in blu. Intervallo di sovrapposizione mostrato in marrone.
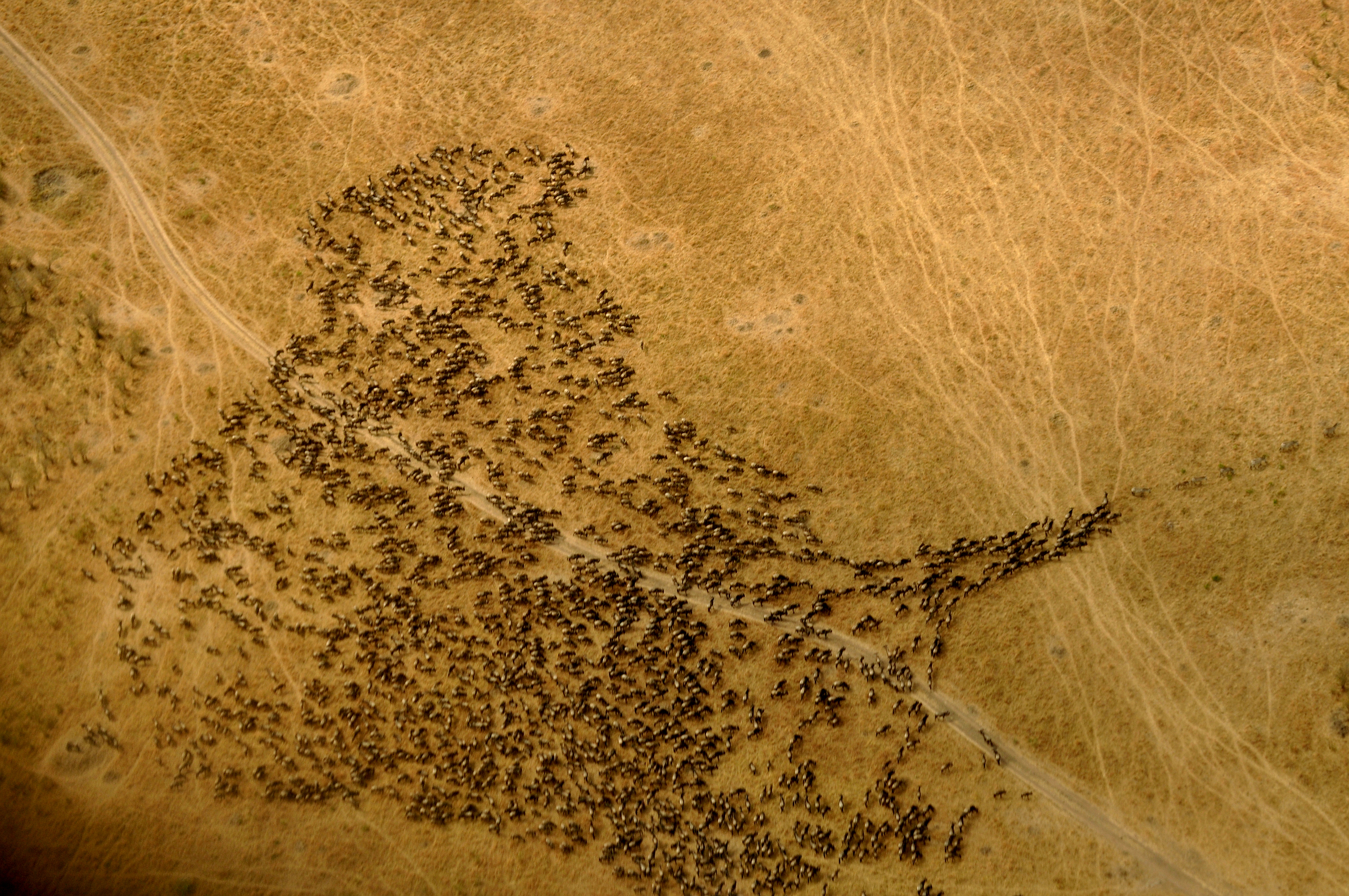
Allevamento di gnu e zebre al seguito nel Parco Nazionale del Serengeti
Lo gnu è la mascotte del progetto di software libero GNU